# Conophymacris nigrofemora
Conophymacris nigrofemora is een rechtvleugelig insect uit de familie veldsprinkhanen (Acrididae). De wetenschappelijke naam van deze soort is voor het eerst geldig gepubliceerd in 1993 door Liang & Lin.